# Diem perdidi
Diem perdidi: l'espressione, tradotta letteralmente, significa ho perso la giornata.
Sono parole che Svetonio attribuisce all'imperatore Tito, il quale, dopo una giornata trascorsa senza aver elargito alcun beneficio, avrebbe pronunciato tale storica frase.